# مقاطعة سميث (تينيسي)
مقاطعة سميث هي مقاطعة في تينيسي، بلغ عدد سكانها 19٬166  نسمة، في 2010، عاصمتها كارثاغ، تبلغ مساحتها 843 كيلومتر مربع.

## الموقع
تشترك في الحدود مع:
- مقاطعة ماكون (تينيسي).

## التقسيمات الإدارية
- كارثاغ.